# Меч мисливця (комікс)
Меч мисливця (ісп. La Espada del Cazador) — односторінковий комікс, намальований колумбійським художником Хуаном Естебаном Патіньо за сценарієм іспанського письменника Рубена Серрано Кальво. Він заснований на надкороткій науково-фантастичній історії самого автора, опублікованій у книзі під назвою ¡Скільки історії! (ред. Acumán, 2005).
Комікс з'явився в журналі Exégesis (онлайн-виданні наукової фантастики) у травні 2010 року, а в 2011 році був нагороджений премією «Ігнотус» за найкращий комікс.

## Аргумент
Комікс показує, як високопоставлений лідер колоніальної імперії майбутнього намагається через публічну промову виправдати жахливу каральну акцію проти колонії з далекої планети, яка прагне домогтися незалежності. Перед закінченням промови планета-ізгой повністю знищена.
Незважаючи на стислість оповідання, автор через нього критикує імперіалізм.